# Troels Vinther
Troels Rønning Vinther (24 de febrero de 1987) es un ciclista danés que fue profesional entre 2006 y 2019.
En enero de 2020 anunció su retirada como cislita profesional tras sufrir una conmoción cerebral debido a una caída en el Gran Premio de Denain en marzo de 2019.

## Palmarés
2006
- 3.º en el Campeonato de Dinamarca en Ruta

2009
- 1 etapa del Tour del Porvenir

2011
- GP Herning
- 1 etapa del Circuito de las Ardenas

2014
- 1 etapa del Circuito de las Ardenas
- 1 etapa del Tour de Loir-et-Cher

## Equipos
- Glud & Marstrand-Horsens (2006)
- Unibet.com (2007)
- Cycle Collstrop (2008)
- Team Capinordic (2009)
- Glud & Marstrand (2010-2011)
  - Glud & Marstrand-LRØ Radgivning (2010)
  - Glud & Marstrand-LRØ (2011)
- Team Saxo Bank-Tinkoff Bank (2012)
- Cult Energy (2014-2015)
  - Cult Energy Vital Water (2014)
  - Cult Energy Pro Cycling (2015)
- Riwal (2016-2019)
  - Riwal Platform Cycling Team (2016-2017)
  - Riwal CeramicSpeed Cycling Team (2018)
  - Riwal Readynez Cycling Team (2019)